# ستاوراكيون (إوانينا)
ستاوراكيون (Σταυράκιον) هي مدينة في إوانينا في مقاطعة كينتريكي إلادا في اليونان.